# Gjallarhorn
Gjallarhorn ili Glasnorog (staronordijski Giallarhorn) je rog nordijskoga boga Heimdalla kojim će označiti početak konačne borbe Ragnaroka. Zvuk Gjallarhorna čuje se po čitavu svijetu.
Prvo će doći duge zime bez ljeta. Svijetom će se širiti bezbrojni ratovi u kojima ništa neće biti sveto. Svi će uvidjeti da se događa nešto znakovito. Jedan će vuk progutati sunce, a drugi mjesec. Zvijezde će početi padati s neba. Trest će se zemlja. I mnogi će domovi biti razrušeni. Svi će se okovi otvoriti te će se tako i čudovišni vuk Fenrisulf, kojeg su bogovi stavili u okove, osloboditi. More će se razliti zemljom, a zmija Midgardsorm će štrcati otrov na sve strane. Krenut će brod Naglfari pun mrtvih ljudi. Nebo će se razderati i iz njega će izjahati Muspellovi sinovi. Svi oni kreću prema bojištu Vigrid.
Kad se sve to zbije, ustat će Heimdall i strahovito zapuhati u Gjallarhorn. Probudit će sve bogove koji će krenuti na vijećanje, a potom u bitku, predvođeni Odinom, jer je ona neizbježna.
Neki smatraju da Gjallarhorn leži među korijenjem svjetskoga drveta Yggdrasila.